# چیه ناکامورا
چیه ناکامورا (انگلیسی: Chie Nakamura؛ ۱۴ مه – ) صداپیشه اهل ژاپن بود. وی از سال ۱۹۹۸ میلادی تاکنون مشغول فعالیت بوده‌است. او صداپیشگی شخصیت ساکورا هارونو را در مجموعه ناروتو، و سوفیتیا را در مجموعه بازی‌های ویدئویی سول‌کالیبر بر عهده دارد.